# TDK AE

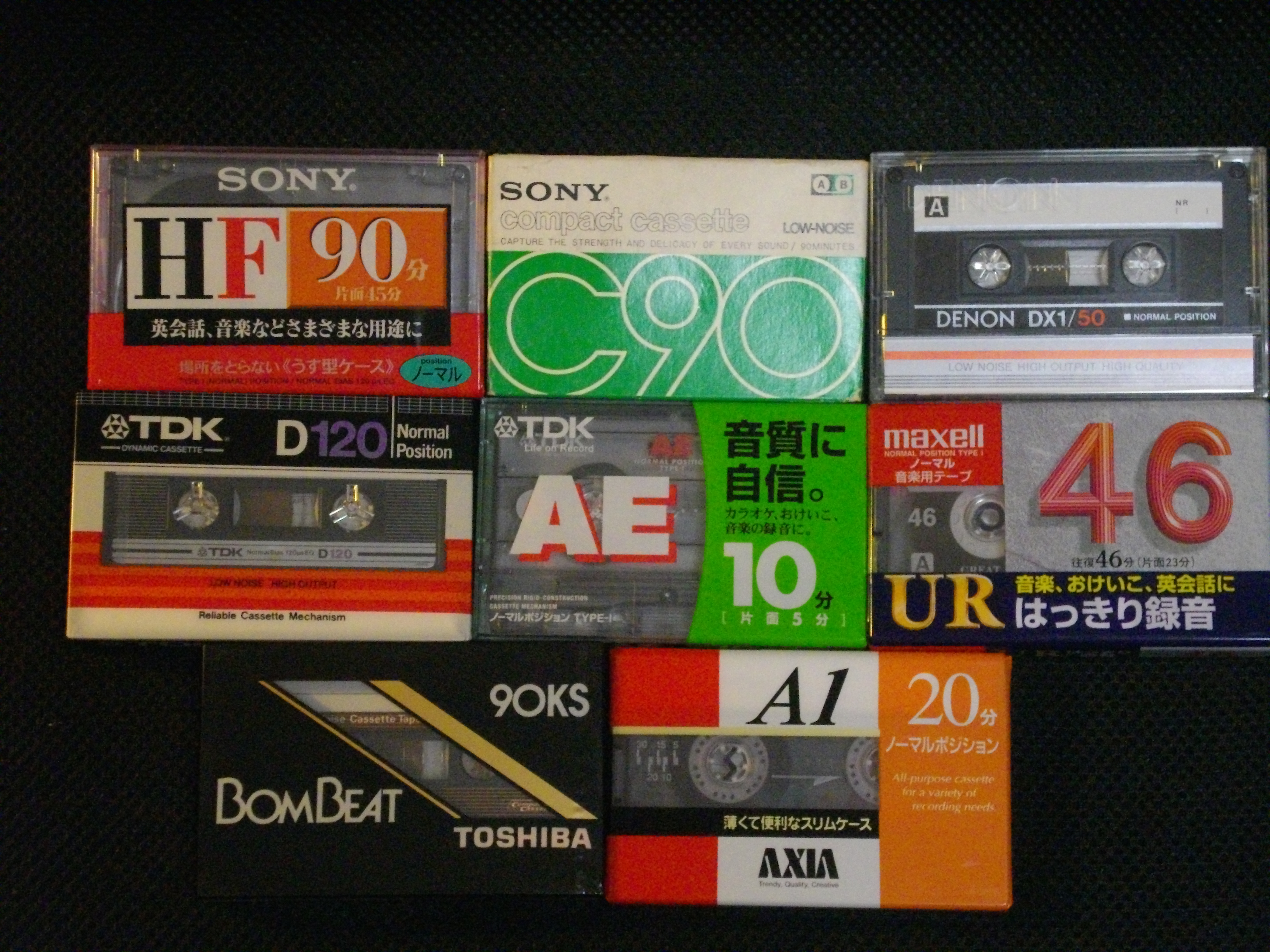
画像中央にあるカセットテープがTDK AE
(2008年1月以降のパッケージ)

AE（エーイー、アコースティック・エクセレンス、Acoustic Excellence）は、1986年（昭和61年）2月から2007年（平成19年）12月までTDKが日本市場向けに製造、および、2008年（平成20年）1月から2011年（平成23年）7月までイメーション（TDK Life on Recordブランド、現：韓オージン社）が日本市場向けに製造していた音楽録音・一般録音用途兼用のコンパクトカセットテープの商品名である。

## 概要
AEは音楽録音、および一般録音用途に最適化されたノーマルポジションの低級タイプのLH（Low-Class Low Noise High-Output）グレードである。
AEは、1986年2月1日より日本国内で発売され、1983年（昭和58年）9月から1986年1月末まで販売されていた従来の4代目D（ディー、Dynamic）、および、1984年（昭和59年）2月から1986年1月まで販売されていたDS（ディーエス、Dynamic Spirit）の後継として登場した。磁性体には当製品のために開発されたピュア・グレインドフェリック磁性体が採用されており、従来製品の4代目D、およびDSを超えた高音質を売りにしていた。
当初は日本国内で生産されていたが、150分用（片面75分）の磁気テープの本体部分を除き1996年（平成8年）以降よりタイでの国外生産に切り替えられたものの、2011年（平成23年）7月にタイで発生した大洪水の被害の影響により、同年同月中に同社の音楽録音専用カセットテープのCDing1・CDing2（前者はノーマルポジション専用、後者はハイポジション専用）と共にそのまま製造・出荷終了、2014年（平成26年）末までに流通在庫分の製品が全て販売終了となった。
基本的にAEは日本国内専用の商品名だったが、日本国外ではFE（エフイー、Ferric）、またはA（エー、Acoustic）、D（ディー、Dynamic）などの商品名として販売されていた。
このほか、AEを基に磁性体を見直し、音楽録音用途に最適化された派生製品としてDela（デラ）やB（ビー、Brilliant）などが存在していた。

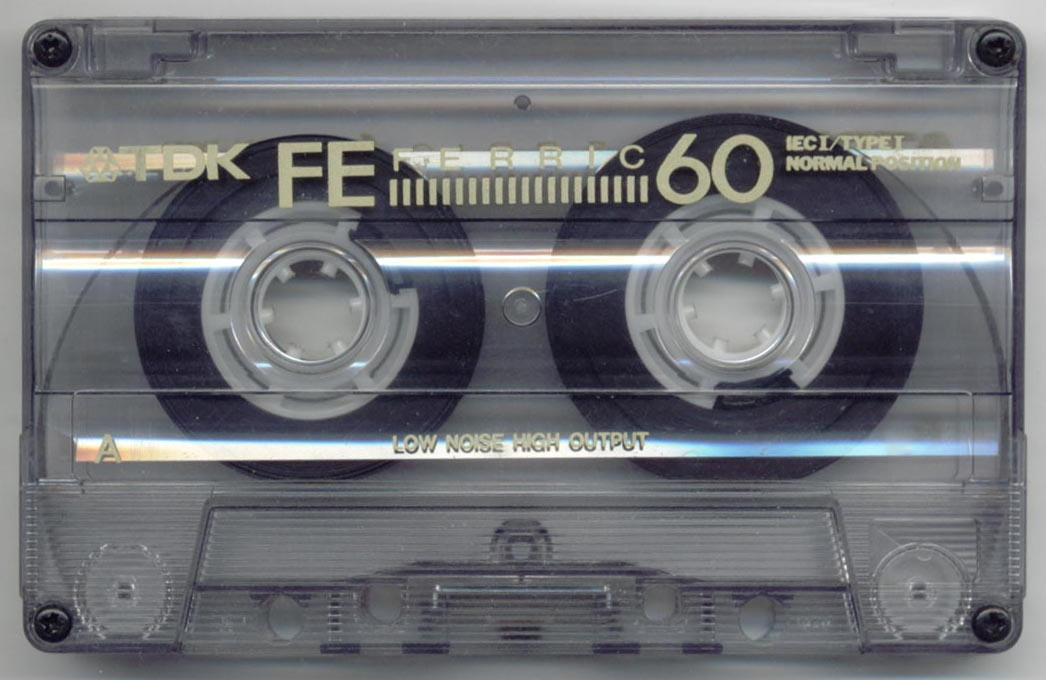
AEの国外仕様にあたるFE

## TDK AEを使用したOEMの一覧
松下電器産業 → パナソニック（初代法人、現・パナソニックホールディングス）
- Panasonic NX
- Panasonic PX - ※2011年7月製造・出荷分まで。2012年以降はマクセル UR（UR-L後期ロット品）のOEMに仕様変更された（2016年販売終了）。

## 注
1. ↑  国外生産開始当初は磁気テープ（通称パンケーキ）自体は日本国内で製造されたものを国外へ輸出し、現地で製品の組み立てが行われていたが2000年代以降の製品より150分用を含めた磁気テープ本体が韓国での製造品に変更され、名実共に完全な国外製造品となった。